# Миллер, Джим (боец)
Джеймс Эндрю Миллер (англ. James Andrew Miller, род. 30 августа 1983, Спарта, Нью-Джерси, США) — американский профессиональный боец смешанных единоборств. В настоящее время выступает в легком весе UFC, где он является рекордсменом по количеству боев, наибольшему количеству побед и наибольшему количеству побед в легком весе. Он младший брат бывшего бойца UFC Дэна Миллера.

## Выходец из боевых искусств
Занятия боевыми искусствами Джима начались в 2005 году. Он и его брат Дэн начали тренироваться в клубе Planet Jiu Jitsu. До этого Миллер занимался борьбой в средней школе «Sparta High School» своего родного города Спарты, штат Нью-Джерси, а также один год в Политехническом университете Виргинии. Помимо этого, он занимается бразильским джиу-джитсу, в технике которого достиг немалого умения, получив чёрный пояс.

## Карьера в MMA

### Ранние годы
Миллер дебютировал в MMA 19 ноября 2005 года на «Reality Fighting 10» в бою против Эдди Файви и одержал победу единогласным решением. Выиграв следующие две схватки под эгидой Reality Fighting — заставив сдаться после удушающих приёмов в первом раунде Кевина Родди и Джо Андуджара — позволили Джиму претендовать на титул чемпиона организации в лёгком весе. В итоге Миллер отобрал пояс у Махсина Корбри, закончив титульный бой болевым приёмом во втором раунде. Через месяц Джим выступил под эгидой Combat in the Cage и победил удушающим приёмом Джеймса Джонса.
Первую защиту титула Reality Fighting Миллер провёл в ноябре 2006 года. Его соперником стал будущий чемпион UFC в лёгком весе Фрэнки Эдгар. На протяжении трёх пятиминуток Эдгар владел преимуществом, но у Миллера была возможность одержать победу в конце третьего раунда, когда он начал выполнять «гильотину». Тем не менее Фрэнку удалось избежать удушения и в итоге нанести Джиму первого поражение в карьере — единогласным решением судей.
Незадолго до этого боя клуб Planet Jiu Jitsu был закрыт, поэтому братья Миллеры были вынуждены искать новую тренировочную базу, коей стал клуб American Martial Arts из небольшого посёлка Уиппани.
В апреле 2007 года Миллер дебютировал в промоушене Cage Fury Fighting Championships сразу же титульным боем против Эл Бака, которого он вынудил сдаться в первом раунде. В начале боя Джим провёл непреднамеренный удар коленом в пах, а после возобновления поединка построил тактику на постоянных попытках перевода соперника в партер. В одном из таких эпизодов Бак попробовал выполнить удушающий приём, однако Миллер, сбросив оппонента, занял доминирующую позицию и провёл удушающий приём. В июне он защитил завоёванный пояс, поймав Энтони Моррисона на «треугольник» в самом конце первого раунда. Вторая защита — против Клэя Френча — была отменена в связи с потерей промоушеном инвесторов.

## Ultimate Fighting Championship
Джим и его брат Дэн Миллеры подписали контракты с UFC в июле 2008 года. Джим дебютировал на UFC 89, задушив Давида Барона в третьем раунде. Следующий бой он провёл в качестве замены выбывшему Фрэнку Эдгару против Мэтта Уимэна на UFC: Fight for the Troops и одержал победу единогласным решением. Однако уже в следующем бою — против Грэя Мэйнарда на UFC 96 — Миллер потерпел первое поражение под эгидой UFC, уступив единогласным решением.
В сентябре 2010 года Джим нанёс поражение Мэку Данцигу, взяв единогласное решение по итогам трёх раундов. На UFC 103 был запланирован бой Миллер—Таварес, однако последний получил травму и был заменён Стивом Лопесом, который в начале второго раунда получил травму плеча и не смог продолжить поединок. Следующий поединок Джима также состоялся не с тем, кто планировался изначально: на UFC 108 ожидался бой Миллера с Тайсоном Гриффиным, но последний выбыл из-за травмы; его вызвался заменить Шон Шерк, но тоже не смог принять участие; в итоге заменой стал Дуэйн Людвиг, которого Миллер заставил сдаться в середине первого раунда.
Следующие две победы — над Марком Бочеком и Глейсоном Тибау — были одержаны по единогласному решению судей, а Шарлис Оливейра и Камал Шалорус были повержены болевым приёмом и техническим нокаутом соответственно.
Беспроигрышная семиматчевая серия Миллера позволяла ему претендовать на титульный бой, однако мечты о чемпионстве были разрушены Беном Хендерсоном, взявшим верх над Джимом единогласным решением. В январе 2012 года Миллер в драматичном бою, будучи отправленным в нокдаун, заставил сдаться от удушения Мелвина Гилларда, однако в мае сам впервые в карьере постучал в знак сдачи после проведения удушающего приёма Нэйтом Диасом.
15 февраля 2020 года Миллер встретился на UFC Fight Night 167 c другим ветераном Скоттом Хольцманом. Бойцы сумели выдать один из самых зрелищных поединков вечера, продержавшись в октагоне все 3 раунда, что было отмечено бонусом за лучший бой вечера. Победу же в поединке судейским решением одержал Хольцман.
20 июня 2020 года в рамках турнира UFC Vegas 3 Миллер встретился в поединке с соотечественником Рузвельтом Робертсом и одержал победу уже в первом раунде после болевого приема.
15 августа 2020 года Миллер встретился с Винсом Пичелем на турнире UFC 252: Миочич против Кормьера 3. Бой завершился поражением Миллера по единогласному решению судей.
10 апреля 2021 года на UFC on ABC 2 Миллер сразился с Джо Солецки и проиграл бой по единогласному решению судей.
16 октября 2021 года на UFC Fight Night 195 Миллер одержал победу над Эриком Гонсалесом техническим нокаутом, на 14 секунде второго раунда. Этот бой принес Миллеру бонус за Лучшее выступление вечера.
19 февраля 2022 года на UFC Fight Night 201 Миллер встретился с Николасом Моттой и выиграл бой техническим нокаутом во втором раунде. С этой победой Миллер сравнялся с Дональдом Серроне по количеству побед в истории UFC, достигнув отметки в 23 победы.
2 июля 2022 года на UFC 276: Адесанья против Каннониера Миллер встретился с Дональдом Серроне в реванше и одержал победу во втором раунде болевым приемом гильотиной. Эта победа позволила Миллеру установить рекорд по количеству побед в истории UFC.
18 февраля 2023 года на UFC Fight Night 219 Миллер должен был встретиться с Габриэлем Бенитесом, однако Бенитес отказался от участия по неизвестным причинам, и вместо него бой состоялся с Александром Эрнандесом. Миллер проиграл этот поединок по единогласному решению судей.
3 июня 2023 года на UFC on ESPN 46 Миллер был назначен на бой с Джаредом Гордоном после отмены встречи с Людовиком Кейном из-за болезни последнего. Однако за неделю до события Джаред Гордон также был снят с боя по медицинским показаниям, и вместо него Миллер встретился с новичком Джесси Батлером. Миллер победил Батлера нокаутом через 23 секунды первого раунда, увеличив свой рекорд до 25 побед. Этот бой принес ему награду за Лучшее выступление вечера.
13 января 2024 года на UFC Fight Night 234 Миллер снова встретился с Габриэлем Бенитесом и одержал победу задним болевым приемом в третьем раунде, выиграв свой 26-й бой в UFC и увеличив свой рекорд по количеству побед. За этот бой Миллер получил бонус за Лучшее выступление вечера.
13 апреля 2024 года на UFC 300: Перейра против Хилла Миллер встретился с Бобби Грином и проиграл бой по единогласному решению судей. С этим поединком Миллер стал единственным бойцом UFC, который выступал на мероприятиях UFC 100, UFC 200 и UFC 300.
16 ноября 2024 года на UFC 309: Джонз против Миочича Миллер встретился с Дэймоном Джексоном и одержал победу в первом раунде болевым приемом гильотиной, выиграв свой 27-й бой в UFC и продолжив удерживать рекорд по количеству побед в истории организации.

## Личная жизнь
В 2007 году Миллер женился, а в июне 2008 года у пары родилась дочь Амелия.

## Титулы и достижения
Ultimate Fighting Championship
- - Обладатель премии «Бой вечера» (семь раз) против Мэтта Вимана , Джо Лозона (дважды), Пэта Хили , Майкла Кьезы, Дастина Порье и Скотта Хольцмана.
  - Ничья с (Джо Лозоном, Диего Санчезом и Максом Холлоуэем) по количеству бонусов за бой вечера в истории UFC (7).
  - Обладатель премии «Бой года» (один раз) против Джо Лозона.
  - Обладатель премии «Выступление вечера» (пять раз) против Джейсона Гонсалеса , Рузвельта Робертса , Эрика Гонсалеса, Джесси Батлера и Габриэля Бенитеса
  - Обладатель премии «Лучший сабмишн вечера» (три раза) против Дэвида Бэрона,Чарльза Оливейры и Мелвина Гилларда.
  - Ничья с (Джо Лаузоном) по количеству бонусов в истории UFC (15).
  - Ничья (Дональдом Серроне и Чарльзом Оливейрой) по количеству бонусов в истории легкого дивизиона UFC (14).
  - Наибольшее количество побед в истории UFC (27).
  - Наибольшее количество побед в истории легкого дивизиона UFC (24).
  - Третье место по количеству побед в истории Zuffa, LLC (UFC, Pride , WEC ,Strikeforce) (27).
  - Наибольшее количество боев в истории UFC (45).
  - Наибольшее количество боев в истории легкого дивизиона UFC (42).
  - Наибольшее количество боев в истории боев в истории Zuffa, LLC (UFC, Pride , WEC , Strikeforce) (45).
  - Второй по количеству финишей в истории UFC (19).
  - Наибольшее количество финишей в истории легкого дивизиона UFC (17).
  - Наибольшее количество побед в первом раунде в истории UFC (12).
  - Второй по количеству побед сабмишнами в истории UFC (13).
  - Наибольшее количество побед сабмишеном в истории легкого дивизиона UFC (11).
  - Наибольшее количество попыток сабмишена в истории UFC (49).
  - Наибольшее количество попыток сабмишен в истории легкого дивизиона UFC (46).
  - Наибольшее время боев в истории легкого дивизиона UFC (6:50:31)
  - Четвертое место по общему проведению времени в октагоне в истории UFC(7:14:28)
  - Наибольшее количество боёв решением судей в истории легкого дивизиона UFC (19).
  - Второе место по общему количеству ударов в истории легкого дивизиона UFC (1719).
  - Третий по количеству акцентируемых ударов в истории легкого дивизиона UFC (1246).
  - Пятое место по количеству контроля в истории легкого дивизиона UFC (1:23:16).
  - Девятое место по количеству тейкдаунов в истории легкого дивизиона UFC (39).
  - Единственный боец, принимавший участие в UFC 100, UFC 200 и UFC 300
  - Ничья (Андрей Орловский) по количеству поражений в истории UFC (17).

United States Kickboxing Association
- - Чемпион UCKBA в полусреднем весе.
  - Чемпион организации Cage Fury Fighting Championships в легком весе.
  - Одна успешная защита титула.

Reality Fighting
- - Чемпион Reality Fighting в легком весе (один раз; бывший)
  - Чемпион Reality Fighting в полулегком весе (один раз; бывший)

## Статистика
| Боёв 58         | Побед 38 | Поражений 19 |
| --------------- | -------- | ------------ |
| Нокаутом        | 7        | 2            |
| Сдачей          | 21       | 3            |
| Решением        | 10       | 14           |
| Не состоявшихся | 1        | 1            |

| Результат    | Рекорд    | Соперник           | Способ                                | Турнир                                        | Дата             | Раунд | Время | Место                                 | Примечание |
| ------------ | --------- | ------------------ | ------------------------------------- | --------------------------------------------- | ---------------- | ----- | ----- | ------------------------------------- | --- |
| Поражение    | 38-19 (1) | Чейз Хупер         | Единогласное решение                  | UFC 314                                       | 12 апреля 2025   | 3     | 5:00  | Майами, Флорида, США                  | |
| Победа       | 38-18 (1) | Дэймон Джексон     | Сдача (гильотина)                     | UFC 309                                       | 16 ноября 2024   | 1     | 2:44  | Нью-Йорк, США                         | |
| Поражение    | 37-18 (1) | Бобби Грин         | Единогласное решение                  | UFC 300                                       | 13 апреля 2024   | 3     | 5:00  | Лас-Вегас, Невада, США                | |
| Победа       | 37-17 (1) | Габриэль Бенитес   | Сдача (залом челюсти)                 | UFC Fight Night: Анкалаев vs. Уокер 2         | 13 января 2024   | 3     | 3:25  | Лас-Вегас, Невада, США                | Увеличен рекорд UFC по количеству побед (26). «Выступление вечера (6). |
| Победа       | 36-17 (1) | Джесси Батлер      | KO (удары)                            | UFC Fight Night: Кара-Франс vs. Альбази       | 3 июня 2023      | 1     | 0:23  | Лас-Вегас, Невада, США                | «Выступление вечера» (5). |
| Поражение    | 35-17 (1) | Александр Эрнандес | Единогласное решение                  | UFC Fight Night: Андради vs. Блэнчфилд        | 18 февраля 2023  | 3     | 5:00  | Лас-Вегас, Невада, США                | Вернулся в лёгкий вес. |
| Победа       | 35-16 (1) | Дональд Серроне    | Сдача (гильотина)                     | UFC 276                                       | 2 июля 2022      | 2     | 1:32  | Лас-Вегас, Невада, США                | Бой в полусреднем весе. Побил рекорд UFC по количеству побед (24). |
| Победа       | 34-16 (1) | Николас Мотта      | TKO (удары)                           | UFC Fight Night: Уокер vs. Хилл               | 19 февраля 2022  | 2     | 1:58  | Лас-Вегас, Невада, США                | |
| Победа       | 33-16 (1) | Эрик Гонзалес      | KO (удар рукой)                       | UFC Fight Night: Лэдд vs. Думонт              | 16 октября 2021  | 2     | 0:14  | Лас-Вегас, США                        | «Выступление вечера» (4). |
| Поражение    | 32-16 (1) | Джо Солецки        | Единогласное решение                  | UFC on ABC: Веттори vs. Холланд               | 10 апреля 2021   | 3     | 5:00  | Лас-Вегас, США                        | |
| Поражение    | 32-15 (1) | Винс Пичел         | Единогласное решение                  | UFC 252                                       | 15 августа 2020  | 3     | 5:00  | Лас-Вегас, США                        | |
| Победа       | 32-14 (1) | Рузвельт Роберт    | Сдача (рычаг локтя)                   | UFC on ESPN: Блейдс vs. Волков                | 20 июня 2020     | 1     | 2:25  | Лас-Вегас, США                        | Бой в промежуточном все 72,6 кг.«Выступление вечера» (3). |
| Поражение    | 31-14 (1) | Скотт Хольцман     | Единогласное решение                  | UFC Fight Night: Андерсон vs. Блахович 2      | 15 февраля 2020  | 3     | 5:00  | Рио-Ранчо, США                        | «Лучший бой вечера» (7). |
| Победа       | 31-13 (1) | Клей Гвида         | Техническая сдача (гильотина)         | UFC on ESPN: Ковингтон vs. Лоулер             | 3 августа 2019   | 1     | 0:58  | Ньюарк, Нью-Джерси, США               | |
| Победа       | 30-13 (1) | Джейсон Гонсалес   | Сдача (удушение сзади)                | UFC Fight Night: Жакаре vs. Херманссон        | 27 апреля 2019   | 1     | 2:12  | Санрайз, Флорида, США                 | «Выступление вечера» (2). |
| Поражение    | 29-13 (1) | Чарльз Оливейра    | Сдача (удушение сзади)                | UFC on Fox: Ли vs. Яквинта 2                  | 15 декабря 2018  | 1     | 1:15  | Милуоки, США                          | |
| Победа       | 29-12 (1) | Алекс Уайт         | Сдача (удушение сзади)                | UFC 228                                       | 8 сентября 2018  | 1     | 1:29  | Даллас, США                           | |
| Поражение    | 28-12 (1) | Дэн Хукер          | KO (удар коленом)                     | UFC Fight Night: Барбоза vs. Ли               | 21 апреля 2018   | 1     | 3:00  | Атлантик-Сити, США                    | |
| Поражение    | 28-11 (1) | Франсиску Триналду | Единогласное решение                  | UFC Fight Night: Бранссон vs. Мачида          | 28 октября 2017  | 3     | 5:00  | Сан-Паулу, Бразилия                   | |
| Поражение    | 28-10 (1) | Энтони Петтис      | Единогласным решение                  | UFC 213                                       | 8 июля 2017      | 3     | 5:00  | Лас-Вегас, США                        | |
| Поражение    | 28-9 (1)  | Дастин Порье       | Решение большинства                   | UFC 208                                       | 11 февраля 2017  | 3     | 5:0   | Бруклин, Бруклин, США                 | «Лучший бой вечера» (6). |
| Победа       | 28-8 (1)  | Тиаго Алвес        | Единогласное решение                  | UFC 205                                       | 12 ноября 2016   | 3     | 5:00  | Нью-Йорк                              | Бой в промежуточном весе (162,6 фунта); Алвес не сделал вес. |
| Победа       | 27-8 (1)  | Джо Лозон          | Раздельное решение                    | UFC Fight Night: Майя vs. Кондит              | 27 августа 2016  | 3     | 5:00  | Ванкувер, Британская Колумбия, Канада | «Лучший бой вечера» (5). |
| Победа       | 26-8 (1)  | Таканори Гоми      | Технический нокаут (удары)            | UFC 200                                       | 9 июля 2016      | 1     | 2:18  | Лас-Вегас, Невада, США                | |
| Поражение    | 25-8 (1)  | Диего Санчес       | Единогласное решение                  | UFC 196                                       | 5 марта 2016     | 3     | 5:00  | Лас-Вегас, Невада, США                | |
| Поражение    | 25-7 (1)  | Майкл Кьеза        | Удушающий приём (удушение сзади)      | UFC Fight Night: Намаюнас vs. Ванзант         | 10 декабря 2015  | 2     | 2:57  | Лас-Вегас, Невада, США                | «Лучший бой вечера» (4). |
| Победа       | 25-6 (1)  | Дэнни Кастильо     | Раздельное решение                    | UFC on Fox: Диллашоу vs. Барао 2              | 25 июля 2015     | 3     | 5:00  | Чикаго, Иллинойс, США                 | |
| Поражение    | 24-6 (1)  | Бенеил Дариюш      | Единогласное решение                  | UFC on Fox: Мачида vs. Рокхолд                | 18 апреля 2015   | 3     | 5:00  | Ньюарк, Нью-Джерси, США               | |
| Поражение    | 24-5 (1)  | Дональд Серроне    | TKO (удар ногой в голову и добивание) | UFC Fight Night: Серроне vs. Миллер           | 16 июля 2014     | 2     | 3:31  | Атлантик-Сити, США                    | |
| Победа       | 24-4 (1)  | Янси Медейрос      | Техническая сдача (гильотина)         | UFC 172                                       | 26 апреля 2014   | 1     | 3:18  | Балтимор, Мэриленд, США               | |
| Победа       | 23-4 (1)  | Фабрисио Камуэос   | Болевой приём (рычаг локтя)           | UFC 168                                       | 28 декабря 2013  | 1     | 3:42  | Лас-Вегас, Невада, США                | |
| Не состоялся | 22-4 (1)  | Пэт Хили           | Не состоялся (аннуляция)              | UFC 159                                       | 27 апреля 2013   | 3     | 4:02  | Ньюарк, Нью-Джерси, США               | «Лучший бой вечера» (3), Бой в полусреднем весе. Бой окончился победой Пэта Хилли удушающим приёмом. Результат был аннулирован после положительного теста Пэта Хилли на Марихуану. |
| Победа       | 22-4      | Джо Лозон          | Единогласное решение                  | UFC 155                                       | 29 декабря 2012  | 3     | 5:00  | Лас-Вегас, Невада, США                | «Лучший бой вечера» (2). |
| Поражение    | 21-4      | Нейт Диас          | Удушающий приём (гильотина)           | UFC on Fox: Диаз vs. Миллер                   | 5 мая 2012       | 2     | 4:09  | Ист-Ратерфорд, Нью-Джерси, США        | |
| Победа       | 21-3      | Мелвин Гиллард     | Удушающий приём (удушение сзади)      | UFC on FX: Гиллард vs. Миллер                 | 20 января 2012   | 1     | 2:04  | Нашвилл, Теннесси, США                | «Удушающий приём вечера» (3). |
| Поражение    | 20-3      | Бенсон Хендерсон   | Единогласное решение                  | UFC Live: Харди vs. Литл                      | 14 августа 2011  | 3     | 5:00  | Милуоки, Висконсин, США               | |
| Победа       | 20-2      | Камал Шалорус      | TKO (удар коленом и добивание)        | UFC 128                                       | 19 марта 2011    | 3     | 2:15  | Ньюарк, Нью-Джерси, США               | |
| Победа       | 19-2      | Чарльз Оливейра    | Болевой приём (рычаг колена)          | UFC 124                                       | 11 декабря 2010  | 1     | 1:59  | Монреаль, Квебек, Канада              | «Болевой приём вечера» (2). |
| Победа       | 18-2      | Глейсон Тибау      | Единогласное решение                  | UFC Fight Night: Marquardt vs. Palhares       | 15 сентября 2010 | 3     | 5:00  | Остин, Техас, США                     | |
| Победа       | 17-2      | Марк Бочек         | Единогласное решение                  | UFC 111                                       | 27 марта 2010    | 3     | 5:00  | Ньюарк, Нью-Джерси, США               | |
| Победа       | 16-2      | Дуэйн Людвиг       | Сдача (рычаг локтя)                   | UFC 108                                       | 2 января 2010    | 1     | 2:31  | Лас-Вегас, Невада, США                | |
| Победа       | 15-2      | Стив Лопес         | TKO (травма плеча)                    | UFC 103                                       | 19 сентября 2009 | 2     | 0:48  | Даллас, Техас, США                    | |
| Победа       | 14-2      | Мэк Данциг         | Единогласное решение                  | UFC 100                                       | 11 июля 2009     | 3     | 5:00  | Лас-Вегас, Невада, США                | |
| Поражение    | 13-2      | Грэй Мэйнард       | Единогласное решение                  | UFC 96                                        | 7 марта 2009     | 3     | 5:00  | Колумбус, Огайо, США                  | |
| Победа       | 13-1      | Мэтт Уимэн         | Единогласное решение                  | UFC: Fight for the Troops                     | 10 декабря 2008  | 3     | 5:00  | Фейетвилл, Северная Каролина, США     | «Лучший бой вечера» (1). |
| Победа       | 12-1      | Давид Барон        | Сдача (удушение сзади)                | UFC 89                                        | 18 октября 2008  | 3     | 3:19  | Бирмингем, Англия                     | Дебют в UFC, «Удушающий приём вечера» (1). |
| Победа       | 11-1      | Барт Палашевски    | Единогласное решение                  | IFL: Нью-Джерси                               | 16 мая 2008      | 3     | 5:00  | Ист-Ратерфорд, Нью-Джерси, США        | |
| Победа       | 10-1      | Крис Лигору        | Сдача (гильотина)                     | Ring of Combat 18                             | 7 марта 2008     | 2     | 2:22  | Атлантик-Сити, Нью-Джерси, США        | Завоевал вакантный титул RF в легком весе. |
| Победа       | 9-1       | Крис Лигору        | TKO (остановка боя врачом)            | Ring of Combat 17                             | 30 ноября 2007   | 2     | 5:00  | Атлантик-Сити, Нью-Джерси, США        | |
| Победа       | 8-1       | Нури Шакир         | Сдача (удушение сзади)                | Battle Cage Xtreme 3                          | 20 октября 2007  | 3     | 2:17  | Атлантик-Сити, Нью-Джерси, США        | Завоевал титул чемпиона BCX в лёгком весе. |
| Победа       | 7-1       | Энтони Моррисон    | Сдача (треугольник)                   | Cage Fury 5                                   | 23 июня 2007     | 1     | 4:56  | Атлантик-Сити, Нью-Джерси, США        | Защитил титул чемпиона Cage Fury в лёгком весе (1). |
| Победа       | 6-1       | Эл Бак             | Сдача (удушение сзади)                | Cage Fury 4                                   | 13 апреля 2007   | 1     | 1:58  | Атлантик-Сити, Нью-Джерси, США        | Завоевал титул чемпиона Cage Fury в лёгком весе. |
| Поражение    | 5-1       | Фрэнки Эдгар       | Единогласное решение                  | Reality Fighting 14                           | 18 ноября 2006   | 3     | 5:00  | Атлантик-Сити, Нью-Джерси, США        | Утратил титул чемпиона RF в лёгком весе. |
| Победа       | 5-0       | Джеймс Джонс       | Сдача (треугольник)                   | Combat in the Cage: Marked Territory          | 30 сентября 2006 | 2     | 1:55  | Линкрофт, Нью-Джерси, США             | |
| Победа       | 4-0       | Махсин Корбри      | Сдача (рычаг локтя)                   | Reality Fighting 13: Battle at the Beach 2006 | 5 августа 2006   | 2     | 3:35  | Уайлдвуд, Нью-Джерси, США             | Завоевал вакантный титул чемпиона RF в лёгком весе. |
| Победа       | 3-0       | Джозеф Андуджар    | Сдача (ручной треугольник)            | Reality Fighting 12: Return to Boardwalk Hall | 29 апреля 2006   | 1     | 1:04  | Атлантик-Сити, Нью-Джерси, США        | |
| Победа       | 2-0       | Кевин Родди        | Сдача (удушение сзади)                | Reality Fighting 11: Battle at Taj Mahal      | 11 февраля 2006  | 1     | 1:31  | Атлантик-Сити, Нью-Джерси, США        | |
| Победа       | 1-0       | Эдди Файви         | Единогласное решение                  | Reality Fighting 10                           | 19 ноября 2005   | 2     | 5:00  | Атлантик-Сити, Нью-Джерси, США        | |